# Attonda adspersa
Attonda adspersa är en fjärilsart som beskrevs av Felder 1874. Attonda adspersa ingår i släktet Attonda och familjen nattflyn. Inga underarter finns listade i Catalogue of Life.

## Bildgalleri

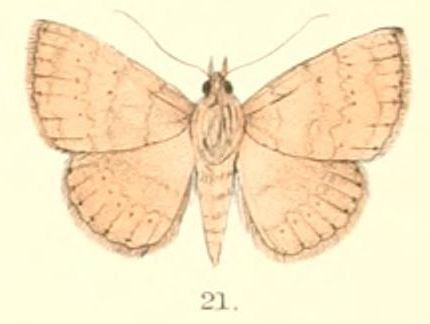
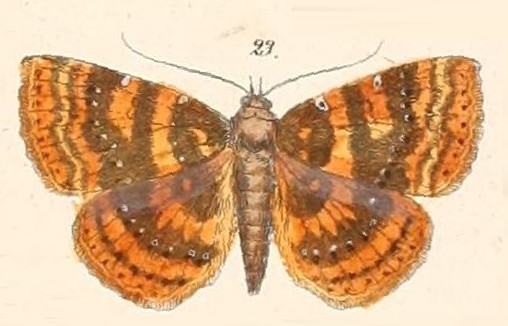